# Weekblad de Toren
Weekblad de Toren is een huis-aan-huisblad dat in Noordoost-Overijssel wordt bezorgd.

## Geschiedenis
De eerste uitgave van De Toren kwam uit in 1956. De krant was opgericht voor en door de middenstand van Hardenberg, en verscheen elke woensdag. De oplage is geleidelijk sterk gegroeid; de krant begon met 4.500 exemplaren, in 1960 telde de oplage 6.200 kranten en in de decennia erna is de oplage uiteindelijk doorgegroeid naar 61.000 exemplaren in 2021, doordat het verspreidingsgebied sterk is uitgebreid, met onder meer Coevorden en Twenterand. In 2008 en 2009 had de krant naast de woensdageditie ook een krant op vrijdag, die vanwege tegenvallende advertentie-inkomsten echter weer werd afgeschaft.

## Verspreidingsgebied
De krant wordt tegenwoordig elke woensdag bezorgd in de plaatsen Hardenberg, Ommen, Coevorden, Dedemsvaart, Lutten, Gramsbergen, Slagharen, De Krim, Balkbrug, Vroomshoop, Westerhaar, Den Ham, Bergentheim, Mariënberg, Sibculo, Kloosterhaar en kleinere gehuchten en buurtschappen. Sinds 2019 verschijnt in Twenterand een aparte editie onder de naam De Toren van Twenterand.

## Trivia
In een reclame voor Maaslander kaas wordt de in Hardenberg geboren Edwin Evers gespeeld. Hierbij zit zijn vader aan tafel de Toren te lezen